# Graafschap Werdenberg
Het graafschap Werdenberg was een graafschap binnen het Heilige Roomse Rijk. Na 1485 stond het onder bestuur van Zwitserse kantons.
Werdenberg was het middelpunt van een graafschap met bezittingen in het huidige Zwitserland, Liechtenstein, Vorarlberg en Baden-Württemberg. Het gebied was al vroeg verbonden met het graafschap Montfort. Na de dood van graaf Hugo II in 1230 ontstond er een afzonderlijke tak in Werdenberg. In 1277 werd het graafschap Heiligenberg gekocht. Bij een deling van het graafschap in 1342 kwamen het graafschap Sargans en de heerlijkheid Vaduz aan een jongere tak.
Na de dood van graaf Albrecht II van Werdenberg-Heiligenberg werd het bezit in 1378 gedeeld onder de zoons.
- Hugo VI kreeg het graafschap Heiligenberg in het huidige Duitsland
- Albrecht III kreeg de heerlijkheid Bludenz in het huidige Oostenrijk
- Hendrik VI kreeg de heerlijkheid Wartau in het huidige Zwitserland.

De rest van het graafschap werd in 1378 verdeeld door de broers Hendrik III, Hugo IV en Albrecht. In 1402 verpannde de graven van Werdenberg-Heiligenberg het graafschap aan Willem VII van Montfort-Tettnang. Deze verpanding zou tot 1483 duren. In 1483 kwam het graafschap ten gevolge van een huwelijk aan het graafschap Sax-Misox. Al in 1485 werd Werdenberg verkocht aan Luzern. Van Luzern kwam het in 1493 aan de vrijheren van Kastelwart (Castelbarro) en in 1498 aan de vrijheren van Hewen.
In 1517 werd het graafschap een onderdanenland van Glarus. In 1526 werd de Reformatie ingevoerd.
De onvrijheid onder Glarus leidde in 1719 tot een opstand tegen de onderdrukkers.
De verovering van Zwitserland door de Franse troepen in 1798 leidde tot een hervorming van het staatsbestel. Het voormalige graafschap werd deel van het nieuwe kanton Linth, dat in 1803 opging in het kanton Sankt Gallen.
Het restant van het graafschap bestond uit het slot en de stad Werdenberg en de dorpen Grabs, Buchs en Sevelen.
- Gemeinsame Normdatei: 4196593-0